# هاميش ميلن
هاميش ميلن (بالإنجليزية: Hamish Milne)‏ هو عالم موسيقى وعازف بيانو بريطاني، ولد في 27 أبريل 1939 في سالزبوري في المملكة المتحدة.

## وصلات خارجية
- هاميش ميلن على موقع ميوزك برينز (الإنجليزية)
- هاميش ميلن على موقع أول ميوزيك (الإنجليزية)
- هاميش ميلن على موقع ديسكوغز (الإنجليزية)